# Børning 3
Børning 3 är en norsk spelfilm från 2020, regisserad av Hallvard Bræin och producerad av Filmkameratene. Filmen är en uppföljare till filmerna Børning och Børning 2 från 2014 och 2016.
Filmen handlar om ett bilrace från Trollstigen i Norge till Nürburgring i Tyskland.
Filmen röstades fram till en av tre finalister till folkets Amanda under Amandaprisen 2021.

## Handling
Roy Gundersen är på väg till Møre og Romsdal för att gifta sig på toppen av Trollstigen med sin flickvän Sylvia, men en rad komplikationer uppstår innan de kan gifta sig.
Plötsligt måste Roy tävla i Nürburgring i Tyskland, en av de längsta och svåraste racingtävlingarna i världen. Roy ger sig därför ut tillsammans med sina ordinarie medhjälpare, dottern Nina, Doffen, Nybakken och TT.

## Rollista
- Anders Baasmo Christiansen – Roy Gundersen
- Sven Nordin – Doffen
- Otto Jespersen – Nybakken
- Kathrine Thorborg Johansen – Sylvia
- Ida Husøy – Nina
- Henrik Mestad – Philip Mørk
- Alexandra Maria Lara – Robin
- Milan Peschel – Berry
- Peter Kurth – Kurt
- Trond Halbo – TT
- Henning Baum – Lemmy Müller
- Björn Kjellman – Roy
- Sascha Vollmer – Lemmys hantlangare
- Alec Völkel – Lemmys hantlangare
- Kostja Ullmann – en tysk
- Ruby O. Fee – Romy
- Nura Habib Omer – Franka
- Joanna Bartling – Wenche Myhre (röst)
- Geir Schau – Boccia-Geir
- Stig Frode Henriksen – Petter
- Jean Pierre Kraemer – Jean Pierre Kraemer
- Arnhild Litleré – Torbjørg
- Pål Tøien – OnklP
- Lael Schunter – Freddi
- Jannik Pawolski – Fritz
- Sina Bianca Hentschel – servitör
- Are Sende Osen – präst